# Búnquer de la Torre Valentina
El Búnquer de la Torre Valentina és una obra de Calonge i Sant Antoni (Baix Empordà) protegida com a Bé Cultural d'Interès Local.

## Descripció
Al municipi de Calonge s'hi van traçar tres línies defensives: una al litoral, l'altra al pla i l'altra al peu de les muntanyes. El búnquer de la torre Valentina pertanyia a la línia defensiva del litoral.
Està situat sobre mateix de la cala del racó de les dones. Es tracta d'un búnquer de ciment armat habilitat per a un niu de metralladores, i el seu passadís d'entrada corresponent.